# Think! (James Brown)
Think! è il terzo album in studio del cantante statunitense James Brown, registrato con il gruppo The Famous Flames e pubblicato nel 1960.

## Tracce
1. Think – 2:50
2. Good Good Lovin' – 2:17
3. Wonder When You're Coming Home – 2:33
4. I'll Go Crazy – 2:09
5. This Old Heart – 2:11
6. I Know It's True – 2:43
7. Bewildered – 2:25
8. I'll Never Let You Go – 2:20
9. You've Got the Power – 2:22
10. If You Want Me – 2:26
11. Baby, You're Right – 3:07
12. So Long – 2:50